# Salzgraf
Als Salzgraf (u. a. auch: Salzgrebe, Salzgräfe, Salzgräve) wurde der Inhaber eines Amtes einer Saline bezeichnet. Vor allem in Bayern und Österreich wurde synonym der Begriff Hallgraf verwandt und ist dort meist mit den Hallgrafen in Hall (später Reichenhall, heute: Bad Reichenhall) verbunden. Doch auch die Stadt Regensburg hatte laut ihren Statuten im 13. Jahrhundert das Amt eines Hallgrafen zu vergeben. Darüber hinaus gab es Salzgrafen vor allem in Halle an der Saale, aber etwa auch in Wieliczka, Schöningen und in Bad Sooden-Allendorf, deren berühmtester Vertreter der Salinist Johannes Rhenanus war.

## Hallgrafen in Reichenhall

### Vorgeschichte

#### Salinas, Hal(l), Reichenhall
Die Ablösung des römischen Ortsnamens „Salinas“ zugunsten des germanischen, von Bajuwaren eingeführten Wortes „Hal(l)“ setzte seit dem 8. Jahrhundert ein und erfolgte parallel zum Namenswechsel in der Nachbarschaft von „Iuvavum“ zu „Salzburg“ – der parallele Namenswechsel ist für Johannes Lang als Stadtarchivar und Stadtheimatpfleger von Bad Reichenhall ein eindeutiger Hinweis darauf, dass Hall und Salz nicht dasselbe meinte. Über die Bedeutung des Wortes Hall ist die Diskussion zwar bis heute nicht abgeschlossen (→ siehe auch: Hall (Ortsname)), doch zeigt sich für Lang, dass „der Begriff ‚Hall‘ für einen Ort im Süden erstmals in Reichenhall Verwendung gefunden und vermutlich die Bedeutung im Sinne von ‚Saline‘ hier überhaupt erst erhalten hat“ und damit zum Namensvorbild für zahlreiche Hall-Orte wie Hall bei Admont, Hall in Tirol, Hallstatt, Hallein, Schwäbisch Hall und Bad Hall wurde. Gerade diese namensurkundlichen Überlegungen weisen für Lang auf eine augenscheinlich „überragende Stellung, Bedeutung und Ausstrahlung Halls während des frühen und hohen Mittelalters“. Die Änderung des Ortsnamens von „Hall“ in „Reichenhall“ vollzog sich nach dieser Blütezeit während der ersten Hälfte des 14. Jahrhunderts zur Unterscheidung von den anderen Hall-Orten. (Zu einer weiteren Namensänderung kam es erst dank einer Verfügung des bayerischen Prinzregenten Luitpold, wonach sich die Stadt seit dem 7. Juni 1890 „Bad Reichenhall“ nennen darf.)

#### Als Regalie direkt dem Herzog unterstellt
Als Regalie war das unmittelbare Salinenareal in Reichenhall bereits im ausgehenden 7. Jahrhundert trotz mehrerer Anteilseigner einer besonderen, direkt dem Herzog als Landesherrn unterstellten Gerichtsbarkeit unterworfen bzw. sämtliche, auch die ggf. mit einer Todesstrafe bewehrten Rechtsfälle wurde von einer ihm unterstellten Instanz geahndet. Somit bildete das Salinenareal einen eigenen Rechtsbereich, dem sich sämtliche Anteilseigner unterzuordnen hatten. Solange die Luitpoldinger und Ottonen die Saline zu ihrem eigenen Anliegen gemacht hatten, wurde kein eigens dafür zuständiger Graf eingesetzt, sondern sie einer Grafschaft im Salzburggau zugeordnet. Doch die Liste der Anteilseigner wurde immer länger und bedeutender – Ende des 10. Jahrhunderts waren an der Saline die Bischöfe (und zum Teil auch die Domkapitel) von Passau, Freising, Regensburg, Bamberg, Augsburg, Eichstätt sowie fünfzehn Klöster und einige Adelsgeschlechter beteiligt. Reichenhall wurde damit zum wichtigsten Wirtschaftsstandort des Erzbistums Salzburg. Im 11. Jahrhundert kam es zum Investiturstreit zwischen Heinrich IV. und Papst Gregor VII., in dessen Folge Heinrich IV. erst seinen Gang nach Canossa antreten und im Anschluss daran gegen eine „Fürstenopposition“ und einen Gegenkönig vorgehen musste. Er entzog ihnen die Herzogtümer und übernahm das Herzogtum Bayern selbst. Doch in den Bischöfen von Passau und Salzburg verblieben ihm zwei papstgetreue Gegner. Insbesondere der Salzburger Erzbischof Gebhard setzte ihm mit dem Ausbau der Festungen Hohensalzburg, Hohenwerfen, Friesach und nicht zuletzt mit der Befestigung einer großzügigen Wehranlage auf dem Kirchberg in Reichenhall als dem künftig „wichtigsten militärischen Stützpunkt der Salzburger Erzbischöfe“ Einiges entgegen.

### Einsetzung der Hallgrafen
Auch auf Grund seiner wachsenden Bevölkerung und des damit verbundenen Konfliktpotentials wurde der inzwischen wirtschaftlich wie politisch bedeutende Salinenort Reichenhall zu einer eigenständigen Amtsgrafschaft erhoben und damit aus der Grafschaft im oberen Salzburggau herausgelöst. Neben der Aufwertung Reichenhalls hatte die sogenannte „Hallgrafschaft“ unter Leitung eines „Hallgrafen“ den praktischen Nutzen, dass „die an der Saline stets virulenten Rechtsstreitigkeiten nun der Kompetenz des Hallgrafengerichts als neutraler Instanz unterstellt waren.“ Nicht zuletzt aber setzte König Heinrich IV. damit auch ein Zeichen gegen „die deutliche salzburgische Einflußnahme auf die Saline und die daraus erwachsende Gefahr einer dauerhaften Ausgrenzung“. In Graf Arnold von Dießen, dessen Besitzungen zwischen oberem Lech, oberer Isar und am Inn bei Wasserburg lagen, hatte der König einen ihm ergebenen Gefolgsmann, den er als ersten für Reichenhall zuständig erklärte. Arnold wird in einer zwischen 1077 und 1180 erstellten Ebersberger Urkunde noch preses Hallensis, d. h. „Reichenhaller Graf“ genannt, dessen eigentliche, d. h. „gängige und in romanhafter Form strapazierte Bezeichnung wir erst um 1120 erfahren: Hallgravius (Hallgraf).“ Während die Hauptlinie des Hauses Andechs weiterhin den gesamten fränkischen Besitz und ihre Güter um Ammersee und Starnberger See verwaltete, hatte Arnolds Vater Friedrich eine Seitenlinie begründet. Doch erst mit Arnold wurde sie im Raum Wasserburg am Inn ansässig. Mit Arnold und seinen direkten Nachkommen wurden ungewöhnlicherweise die Grafen von Dießen bzw. Wasserburg in fünf aufeinanderfolgenden Generationen immer wieder vom König mit der Hallgrafschaft belehnt. Auf seinen Sohn Gebhard I. folgte Engelbert, der sich 1125 selbst als „Graf von Salinas oder Hall“ (Salinarum seu Hallensis comes) vorstellte und damit auch auf die gleichzeitige Verwendung beider Ortsnamen bis ins 12. Jahrhundert verweist. Weitere Beurkundungen seiner Person lauten Engelbertus qui Hallgravio dictus et de Aetele und Engilpreht Halgrave de Atile – also Hallgraf von Attel –, und in einigen zwischen 1116 und 1157 erstellten Urkunden ist er als Hallensis comes und als comes de Halla – als Hallgraf in Reichenhall – überliefert. Von den beiden Söhnen Engelberts erhielt erst Gebhard II. die Hallgrafschaft, während Dietrich II. die Grafschaft Wasserburg erbte. Als jedoch Gebhard II. – 1159 als Gebehardus Hallensis comes, 1166 als comes Hallensis de Wazzerburch erwähnt – 1169 ins Kloster Stift Reichersberg eintrat, fiel die Hallgrafschaft zeitweise in die Hand des bairischen Herzogs Heinrich des Löwen zurück, um dann aber noch im gleichen Jahr wieder an Dietrich II. und anschließend an seinen Sohn Konrad (in einer Urkunde von 1217 als Chunradus Hallegravius de Wazzerburch ausgewiesen) übertragen zu werden. Zwischenzeitlich hatte 1196 der Salzburger Erzbischof Adalbert III. bei seiner nahezu völligen Vernichtung Reichenhalls insbesondere die Salinenanlagen zerstört und auch deren Wiederaufbau zu verhindern gesucht, doch „1198 weilte freilich bereits Herzog Ludwig I. wieder in Reichenhall“. Erst 1218 wurde die Hallgrafschaft endgültig von Herzog Otto I. eingezogen, womit eine etwa 140-jährige, „durch romanhafte Überhöhung heute zum wirklichkeitsfremden Mythos“ gewordene Ära der Hallgrafen endete. Die Grafen von Wasserburg sind mit Konrad, der bereits Jahre zuvor vom Bayernherzog im Zusammenhang mit einer Erbschaftsstreitigkeit aus der für unbezwingbar gehaltenen Wasserburg vertrieben worden war, 1259 im Mannesstamm erloschen.
Im Widerspruch zu den Ausführungen von Johannes Lang in seiner Geschichte von Bad Reichenhall (2009) steht, das Thema allerdings nur kurz streifend, die Einschätzung von Andreas Kraus in Geschichte Bayerns: Von den Anfängen bis zur Gegenwart (1988), wonach bereits 1169 der bairische Herzog Heinrich der Löwe die Hallgrafschaft endgültig an sich gezogen (und unter die Verwaltung eines Ministerialen gestellt?) habe und damit „in den Besitz einer zentralen Stellung des Salzhandels“ gelangte. Dafür hätte er wie schon in Sachsen vom Heimfallsrecht Gebrauch gemacht. Allerdings schreibt Kraus auch, dass der Herzog während seiner Herrschaft nur siebenmal, „jedesmal nur kurze Zeit, insgesamt in Bayern“ weilte, somit „Bayern weithin sich selbst überlassen“ und der Pfalzgraf als sein Stellvertreter nicht die Autorität hatte, im Herzogtum „den Landfrieden durchzusetzen“. Infolgedessen blieb Bayern 1180 bei Heinrichs Sturz „völlig unbeteiligt“, insbesondere der Adel, darunter die „mächtigen Andechser“, stand „ihm kühl gegenüber“. Und Johannes Lang selbst zitiert wiederum in Das Augustinerchorherrenstift St. Zeno in Reichenhall (2015) in einer Anmerkung Birgit Gruber-Groh (1995), wonach es umstritten sei, ob Herzog Heinrich der Löwe nach Gebhards Eintritt ins Kloster 1169 selbst das Amt des Hallgrafen innehatte oder ob die Hallgrafschaft in sein Hausgut überging.

### Amtssitz der Hallgrafen
Die eigentliche Residenz der Hallgrafen war seit 1137 die Wasserburg in Wasserburg am Inn, doch darüber hinaus verfügten sie auch im Reichenhaller Raum über einen Amtssitz, der vermutlich in der abgegangenen, sogenannten Hallburg zu verorten ist. In die „Burg von Hall“ kamen die Hallgrafen regelmäßig aus Wasserburg nach Reichenhall, um dort ihren „Rechtsgeschäften“ nachzugehen. Wiewohl sich die Hallgrafschaft räumlich „wohl nur“ auf den Salinenort Reichenhall und die profitablen Gerichtsrechte an der Saline und die Zölle in Reichenhall bezog, scheint das Amt „besonders begehrenswert und prestigeträchtig“ gewesen zu sein.

### Liste bzw. Stammbaum der Hallgrafen in Reichenhall
Diese Liste bzw. dieser Stammbaum folgt der Darstellung von Johannes Lang, u. a. Stadtarchivar und Stadtheimatpfleger von Bad Reichenhall.
- Arnold († ca. 1095), Graf von Dießen, Hallgraf  (erster der Andechser Linie, der im Raum Wasserburg ansässig war)[13] ⚭ Adelheid von Sulzbach[31]
  - Gebhard I. († ca. 1102), Graf von Wasserburg, Hallgraf ⚭ Richgard von Spanheim († ca. 1130)
    - Engelbert († 1161), Graf von Wasserburg, Hallgraf ⚭ Hedwig von Formbach († 1170)
      - Gebhard II., Hallgraf bis 1169, dann Chorherr im Stift Reichersberg; zeitweiser Rückfall der Hallgrafschaft an Herzog Heinrich den Löwen[17]
      - Dietrich II. († 1206) Graf von Wasserburg, Hallgraf ab 1169 ⚭ Hellrika von Wittelsbach († ca. 1200)
        - Konrad († 1259), Graf von Wasserburg, Hallgraf bis 1218 ⚭ Kunigunde von Hirschberg (erloschen im Mannesstamm); ab 1218 offizielle und endgültige Einziehung der Hallgrafschaft durch Herzog Otto I.[17]

## Salzgrafen in Halle an der Saale
In Halle bezeichnete Salzgraf, auch Salzgräfe genannt, den Leiter des Salzwerkes, der auch als Richter bei Interessenkonflikten der Pfänner tätig wurde. In Halle oblag auch das Amt eines Münzmeisters zeitweise diesem Beamten. Bis zur Mitte des 14. Jahrhunderts wurde das Amt vom Vater auf den Sohn bzw. unter Brüdern weitergegeben, später wurde der Salzgraf durch den Rat der Stadt gewählt und durch den Landesherren, dem Erzbischof des Erzbistums Magdeburg, bestätigt und mit dem Amt beliehen. Ihm waren drei Oberbornmeister, die jeweils für ein Jahr vom Rat der Stadt gewählt wurden, zugeordnet.
Die Zuständigkeit des Salzgrafen beschränkte sich vorerst auf die als „das Tal“ bzw. „die Halle“ bezeichnete Saline, während die Oberstadt unter die Zuständigkeiten eines Schultheißen fiel. Mit dem Aufstieg der Pfännerschaft ab Ende des 12. Jahrhunderts wuchs auch die politische Bedeutung des Salzgrafen.
Salzgraf waren u. a. Hans von Hedersleben, der 1412 wegen vermeintlicher Falschmünzerei hingerichtet wurde, sowie die Juristen und Autoren Friedrich Hondorff (von 1660 bis 1694 im Amt) und Johann Christoph von Dreyhaupt (zwischen 1731 und 1768). Letzter Salzgraf war Karl Friedrich Zepernick (* 1751; † 1839), danach wurde die Tätigkeit des Salzgrafen von Bergbeamten im Nebenamt ausgeübt.
Liste der Salzgrafen in Halle an der Saale
Anmerkung: Bis zu Dreyhaupt nach selbigem, insofern nicht anders erwähnt.
| vor 1386 (unvollständig) - Meinfried (um 1145) - Jupertus (um 1152) - Lutpertus (um 1154) - Norbertus (um 1179) - Heinrich von Halle (1285) ab 1386 - Hans von Bischoffswerde (ab 1386) - Hans von Hedersleben (ab 1408) - Hans von Schaffstedt (ab 1414) - Heintze Ragatz (auch Heinrich Raytz bzw. Rogetz, ab 1418) - Herman Waldpach (ab 1435) - Sebastian Melwitz (ab 1437) - Christoff Weißschossel (ab 1460) - Nicolaus von Bodendorff (ab 1464) - Carl von Einhausen (ab 1486) - Ulrich Voigt (ab 1495) - Hans Zoch (ab 1514) - Nicolaus Lawe (oder Leonis, ab 1518) - Erhard Milde (ab 1520) - Joseph Tentzer (ab 1531) | ab 1386 (Fortsetzung) - Paul Görlitz (ab 1536) - Moritz Zoch (ab 1570) - Friedrich Rohde (ab 1575) - Anthonius Freudeman (ab 1581) - Johann Puchbach (ab 1588) - Johann Schultze (ab 1604) - Caspar Goldstein (ab 1610) - Arnold Engelbrecht (ab 1619) - Caspar von Northausen (ab 1631) - Johann Schäffer (ab 1634) - Johann Timaeus junior (ab 1641) - Michael König (ab 1653) - Jakob Unruhe (ab 1657) - Friedrich Hondorff (ab 1660) - Christian Gottfried Prenckenhoff (ab 1694) - Johann Friedrich Mayer (ab 1708) - Johann Franciscus Berndes (ab 1722) - Johann Christoph von Dreyhaupt (ab 1731) - Johann Christian Gueinzius (ab 1769) - Karl Friedrich Zepernick (ab 1785) |